# Průsvitné letní

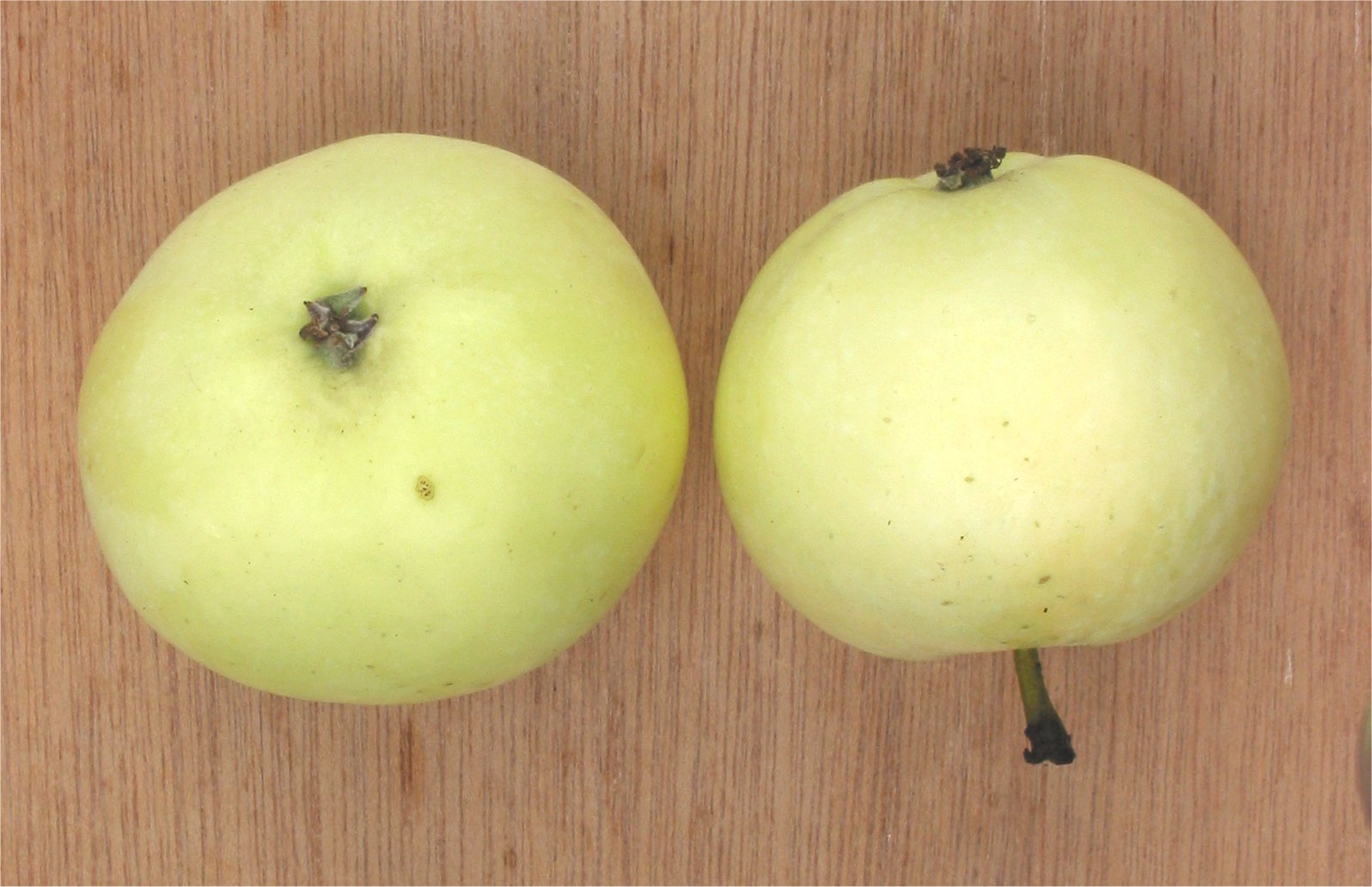
Průsvitné letní

Průsvitné letní je stará odrůda jablek. Tato jablka jsou také lidově nazývaná „skleněné“, „žňovky“ (vhodná doba konzumu v čase žní), „skorky“ (ve smyslu rané, brzké. Čili na Moravě skoré), „ječnišťata“ (východní Čechy; odvozeno od ječmene), „žitňavky, režničky“ (odvozené od žita), „jakubky“ (Svátek svatého Jakuba připadá na 25. července), „ančáky“ (Svátek svaté Anny 26. července). Je to letní odrůda jabloní, sklízí se v červenci až srpnu, dozrává v červenci až srpnu. Vydrží několik dní skladování.

## Historie

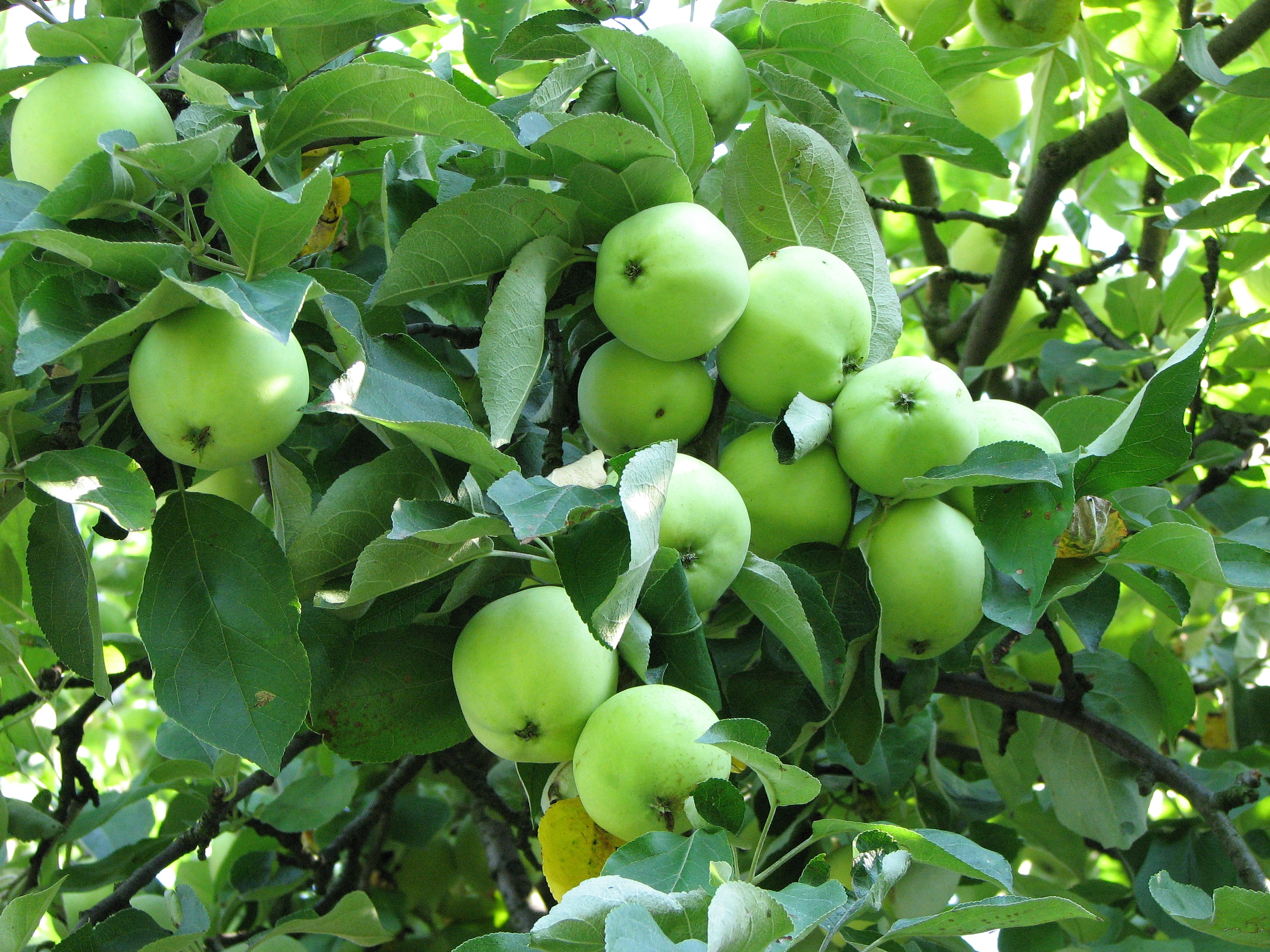
Průsvitné letní

Odrůda Průsvitné letní byla objevena jako náhodný semenáč ve školce v Rize kolem roku 1850. Brzy se pěstovala po celém Pobaltí.

## Charakteristika
Strom plodí brzy po výsadbě, v raném věku; často 2–3 roky staré stromy nesou významnou sklizeň. Odrůda je cizosprašná. Plodnost bývá střídavá. Patří mezi nejranější letní odrůdy jablek, dozrává od poloviny července do počátku srpna. Zralé plody bývají až nadprůměrně velké a jasné, žlutavě-bílé barvy. Dužnina je bílá, šťavnatá, s příjemnou osvěžující chutí. Snadno dochází k poškození plodu.
Plody konzumně dozrávají ihned po sklizni. Nejsou vhodné k transportu (silně se otlačují) ani ke skladování (brzy moučnatějí). Jsou napadány moniliózou. Plody je vhodné sklízet probírkou; hodí se k přímému konzumu a zavařování. V letech nadúrody bývá Průsvitné  součástí i pálenek.
Dřevina trpí padlím a strupovitostí, plody jsou napadány obalečem jablečným.

## Cizojazyčné názvy
- anglicky White Transparent, Yellow Transparent
- estonsky Valge klaarõun
- litevsky Baltasis alyvinis
- lotyšsky Baltais Dzidrais
- německy Weißer Klarapfel
- rusky Белое наливное
- polsky Papierówka